# استین (اسفراین)
استین یک روستا در ایران است که در شهرستان اسفراین در استان خراسان شمالی واقع شده‌است. استین ۱۸۶ نفر جمعیت دارد.

## جمعیت
این روستا در دهستان دامنکوه (اسفراین) قرار دارد و براساس سرشماری مرکز آمار ایران در سال ۱۳۸۵، جمعیت آن ۱۸۶ نفر (۳۸ خانوار) بوده‌است.